# 高琪
高琪（こうき、? - 興定3年11月25日（1220年1月2日））は、金の女真貴族系の軍人。姓は朮虎（じゅつこ）、名は高琪（あるいは高乞とも書く）。西北路猛安の人。

## 生涯
大定27年（1187年）に護衛として出仕し、軍職を歴任して同知臨洮府事に昇った。泰和5年（1205年）、南宋との戦いが起こると出陣し、宋軍を破って大いに戦功を挙げた。さらに都統を加えられて平南虎威将軍と号し、陝西方面に駐留して宋軍と戦った。
大安3年（1211年）よりチンギス・カン率いるモンゴル帝国軍の侵攻が始まると、防禦使・権元帥右都監に任ぜられて山西地方の防衛に当たったが敗戦を重ねてしまい、貞祐元年（1213年）に首都の中都（現在の北京）に逃げ戻った。高琪はこの年に皇帝の衛紹王を廃して、宣宗を擁立して専権を握っていた胡沙虎から次に敗れれば軍法により罰すると通告され、再び出陣したが敗れたので、処罰を恐れてクーデターを起こし、胡沙虎を殺害した。宣宗以下宮廷の人々は胡沙虎の暴虐を恐れていたので高琪は敗戦の罪を許されて左副元帥、ついで平章政事に昇進し、胡沙虎に代わる権力者となった。
貞祐2年（1214年）、金がモンゴルを避けて中都から南京（開封府）へ遷都した際、自分の手元に兵力をとどめようと考え、河北にある最前線の平州に軍をとどめる計画に反対して開封に軍を移させた。中都陥落後、貞祐4年（1216年）にモンゴルの再侵攻が始まり御史台は首都の兵を挙げて撃退することを上奏したが、高琪は防御を固めるよう建策し、御史台は兵事に慣れていないとして迎撃案を却下させた。このため都の北の諸州はモンゴル軍に破られた。敗戦にも拘らず高琪はますます権勢を増して尚書右丞相に昇ったが、横柄で陰険な性質で私怨をもって報復する傾向がありさまざまな専横を行ったので、宣宗はやがて彼を疎むようになった。興定3年冬11月丁巳（1220年1月2日）、高琪は投獄され誅殺された。
高琪が開封のみ堅固な城壁を築いて兵を集中させ、河北・陝西の諸州がモンゴルの侵攻にあっても頑として出撃させなかったことは、金が黄河以北を失って滅亡に向かう大きな原因となった。そのため、金滅亡の最大の責任者は高琪であると評されることになる。